# Mutilla
Mutilla är ett släkte av steklar som beskrevs av Carl von Linné 1758. Mutilla ingår i familjen sammetssteklar.
Släktet innehåller bara arten Mutilla europaea.